# Sędzia (futbol amerykański)

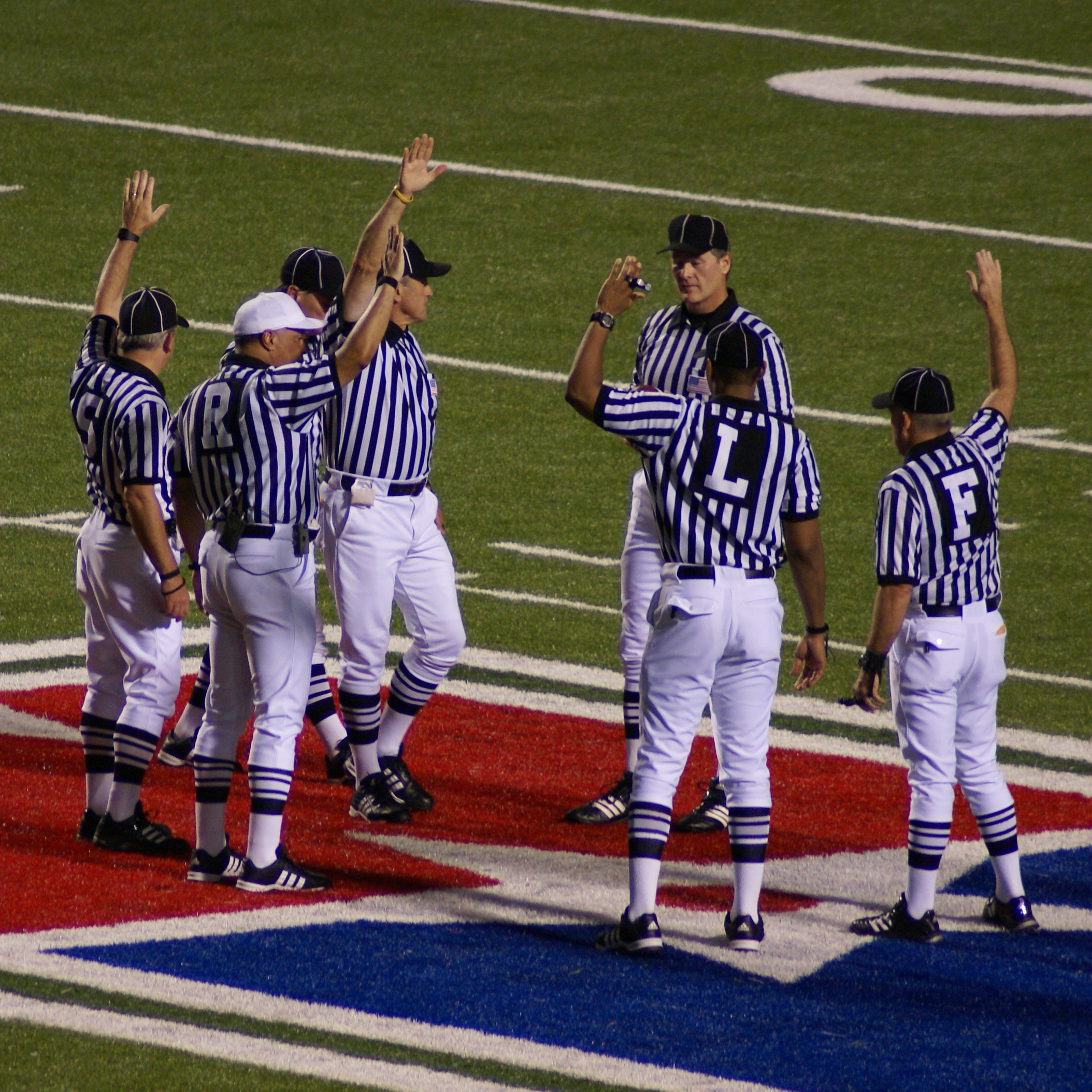
Sędziowie w tradycyjnym stroju podczas meczu ligi akademickiej w USA

Sędzia (ang. official) w futbolu amerykańskim – osoba odpowiedzialna za egzekwowanie przepisów gry podczas meczu.
Podczas meczów lig zawodowych (najbardziej znana liga NFL) i ligi akademickiej (college football) na boisku znajduje się siedmiu sędziów. Ligi halowe (arena football), szkół średnich i inne używają odmiennych standardów.
Z uwagi na pozycję na boisku i specyfikę obowiązków wyróżnia się następujące pozycje sędziowskie: referee, umpire, head linesman, line judge, back judge, side judge oraz field judge. Ponieważ referee jest szefem składu sędziowskiego i odpowiedzialny jest za ogólny nadzór nad meczem, czasem nazywa się go head referee.

## Ekwipunek

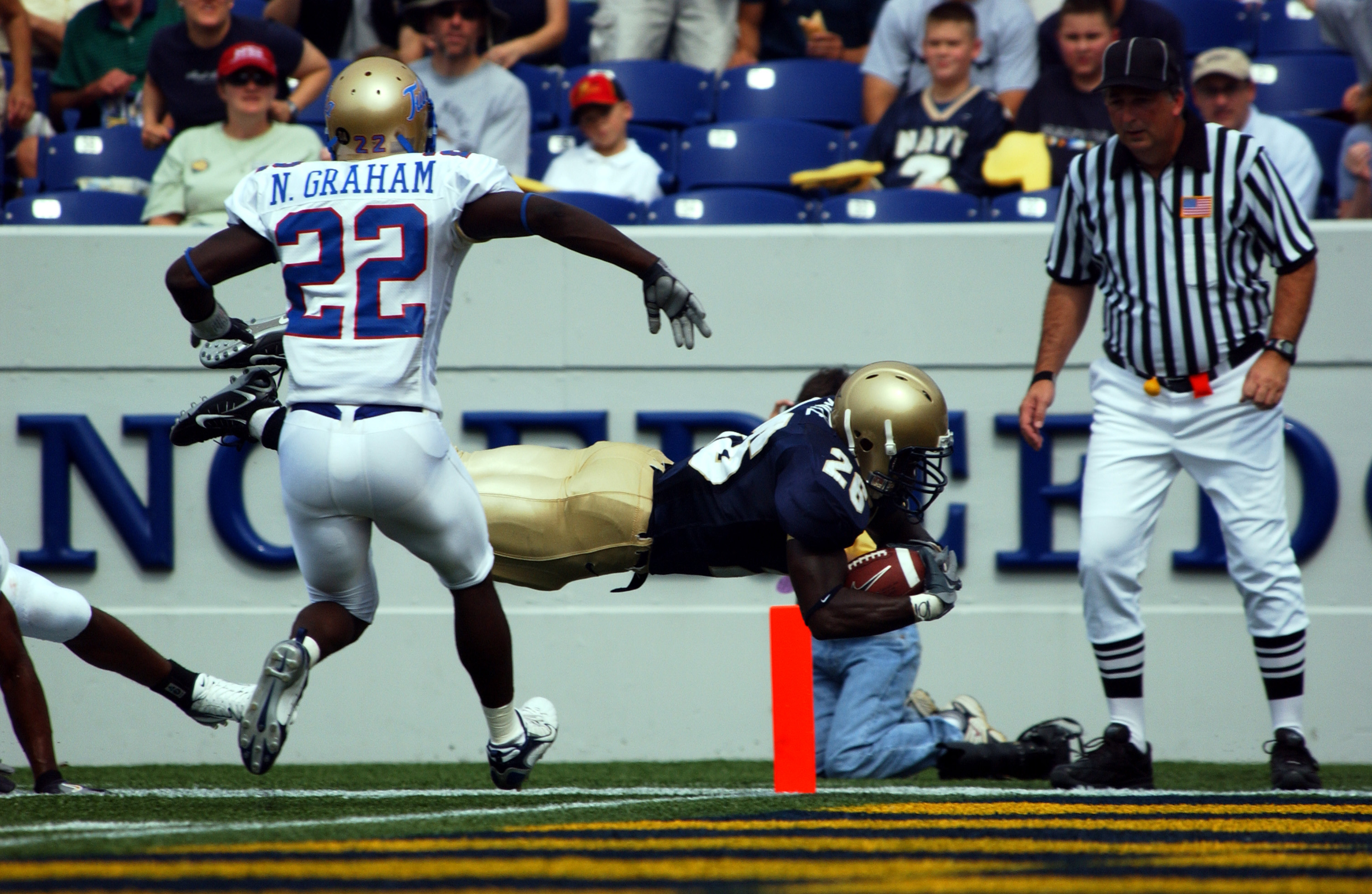
Pomarańczowy bean bag za paskiem sędziego podczas meczu Navy-Tulsa z 2006

Sędziowie futbolu amerykańskiego zwyczajowo używają następującego ekwipunku:
- gwizdek:
używany do zasygnalizowania zawodnikom, że piłka jest "martwa", to znaczy, że zagrywka została zakończona lub nigdy się nie rozpoczęła.
- znacznik fauli lub flaga:
jasna żółta flaga, która jest rzucana na boisko w miejsce przewinienia (faul). Flaga znajduje się zwykle za paskiem. Sędzia często posiadają schowaną drugą flagę na wypadek, gdyby podczas zagrywki wystąpiło więcej fauli. Jednakże gdyby nie posiadał flagi, dla oznaczenia faulu może użyć czapki lub bean bag.
- bean bag:
używany w celu oznaczenia na boisku miejsc, które nie są faulami, jednak mogą mieć znaczenie dla procesu odmierzania kar. W praktyce, najczęściej są używane dla miejsca fumble (zgubienia piłki) lub miejsca złapania przez drużynę odbierającą odkopnięcia (punt). Zwykle bean bag jest koloru białego, niebieskiego, czarnego, czerwonego lub pomarańczowego, zależy to od ligi, konferencji czy warunków pogodowych.
- wskaźnik prób (down indicator):
specjalnie zaprojektowana opaska na rękę, która przypomina sędziemu, która obecnie jest próba. Posiada on elastyczną pętlę, którą owija się wokół palców (poszczególne palce oznaczają kolejną próbę). Sędzia umpire podczas meczu korzysta z drugiego down indicatora, dla zapamiętania położenia piłki między hash marks; jest to istotne, gdy piłka musi wrócić na poprzednie miejsce po niekompletnym podaniu lub faulu.
- karta z informacjami meczowymi i ołówek:
sędziowie zapisują ważne informacje; takie jak ta, że zwycięzca rzutu monetą (coin toss), wynik, przerwy na żądanie, faule. Karta jest często wykonana z tworzywa wielokrotnego użytku.
- stoper:
sędziowie używają stopera (zwykle cyfrowego) dla odliczenia czasu gry (game clock), czasu na wykonanie snapu (play clock), przerw na żądanie i przerw pomiędzy kwartami.

## Strój

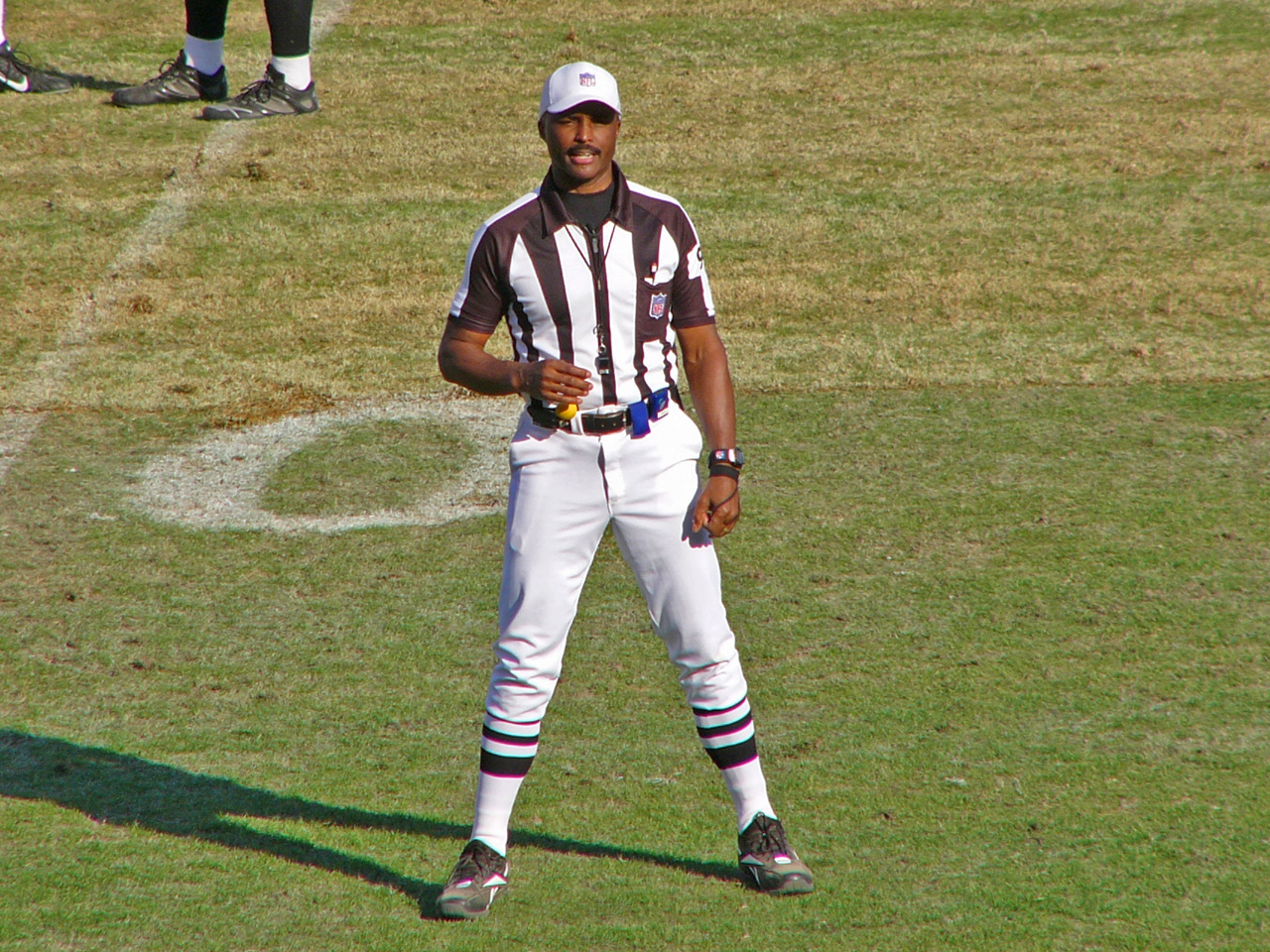
Mike Carey z NFL w koszuli o kroju stosowanym od sezonu 2006

Sędziowie ubrani są w tradycyjne koszule w pionowe czarno-białe pasy, białe spodnie, białe kolanówki (z czarnymi pasami) oraz czarne buty i czapkę. Sędziowie ligi akademickiej (college football) na plecach mają literę oznaczającą ich pozycję, podczas gdy sędziowie National Football League indywidualny numer i literę pozycji. Wkrótce po zamachach z 11 września 2001 na koszulach sędziów NFL pojawiła się flaga Stanów Zjednoczonych.
Pasy na koszulach wprowadzono w latach 20. XX wieku, wcześniej sędziowie ubrani byli w zwykłe białe koszule. Pomysł czarno-białych pasów na koszulach sędziowskich zaproponował Lloyd Olds z Michigan, po tym, gdy podczas meczu ligi akademickiej rozgrywający podczas zagrywki podał do niego piłkę, myląc go z zawodnikiem swojej drużyny (ubranej w białe koszulki). Z uwagi na czarno-białe pasy na koszulach sędziowie są potocznie nazywani zebrami. Wkrótce potem koszule w pasy stały się tradycyjnym ubiorem sędziów innych sportów wywodzących się z Ameryki Północnej: hokej na lodzie, koszykówka czy lacrosse.
Inne futbolowe ligi zawodowe, będące konkurencją dla NFL wyróżniały się innym ubiorem sędziów. W trakcie trwania American Football League (1960–1969) sędziowie ubrani byli w koszule z czerwono-pomarańczowymi pasami. Referee zakładał czerwoną czapkę, pozostali białe (wszystkie z logo AFL). Ten uniform został odtworzony w sezonie 2009, podczas AFL Legacy Weekends z okazji upamiętnienia 50. rocznicy utworzenia AFL. Sędziowie World Football League (1973–1974) zakładali koszule w niebiesko-złote pasy. Liga United Football League, która rozpoczęła działalność w październiku 2009, wyróżniała się sędziami ubranymi w czerwone koszule (bez pasów) z czarnymi numerami i czarnymi spodniami. Jednocześnie żadna z drużyn UFL nie używała czerwonych lub pomarańczowych strojów. Od sezonu 2010 UFL zmieniła uniform sędziów do tradycyjnych czarno-białych pasów. Ale na przykład United States Football League (1982–1987) od początku ubierała sędziów w tradycyjne czarno-białe pasy.

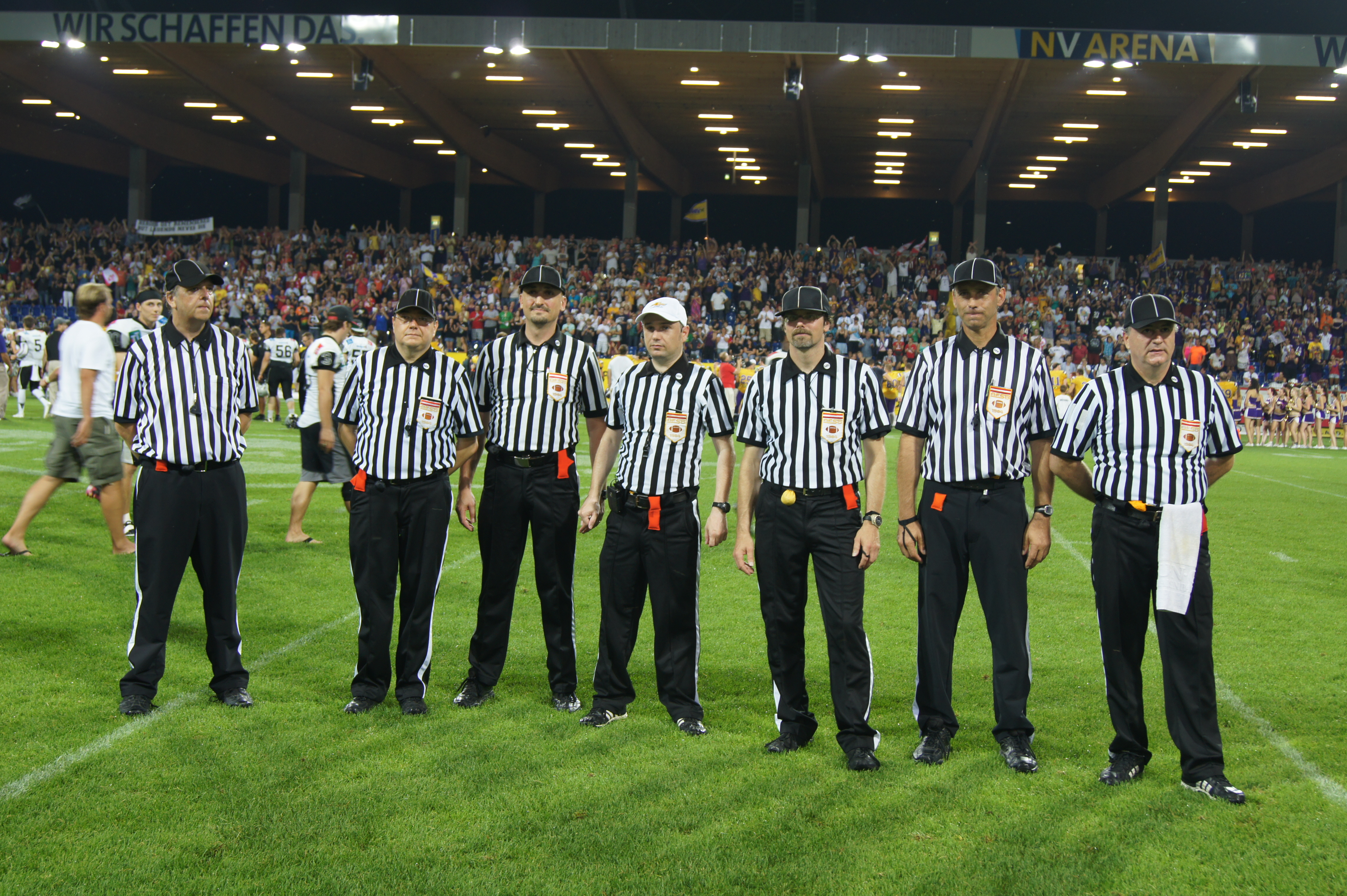
Skład sędziowski Austrian Bowl 2013 w popularnych obecnie czarnych spodniach z białym pasem

Najbardziej znane ligi (NFL, NCAA) również postanowiły wyróżniać swoich sędziów. W 2006 roku NFL całkowicie przeprojektowała koszule sędziów, nadając im bardziej elegancki wygląd, jednakże zrezygnowano z litery oznaczającej pozycje i rolę sędziego z przodu koszuli. Pasy na koszulach sędziów NFL są nierówne (ku górze są coraz szersze), a getry, gdy jeszcze używano białych spodni, miały inny krój. Podczas gdy tradycyjne pasy są szerokości jednego cala, pasy na koszulach sędziów NCAA są dwucalowe (od 2011).
Również w 2006 roku NFL wprowadziła nowe czarne spodnie z białym paskiem, używane podczas chłodnych dni. Są one bardziej luźne niż tradycyjne białe spodnie, aby umożliwić założenie warstwy cieplejszych ubrań pod spodnie. Począwszy od sezonu 2010 sędziowie futbolu akademickiego oraz szkół średnich (w wielu stanach) również mają możliwość noszenia czarnych spodni w chłodne dni. W rozgrywkach akademickich (od 2011) i lidze NFL (od 2012) zrezygnowano z tradycyjnych białych spodni na rzecz czarnych. W polskiej lidze czarne spodnie pojawiły się w sezonie 2013 (w Toplidze), a od 2014 już na wszystkich poziomach rozgrywek.
Przez wiele dekad wszyscy sędziowie NFL nosili białe czapki. W 1979 refeere zakładał czarną czapkę z białymi paskami, podczas gdy pozostali sędziowie wciąż nosili białe czapki. Wreszcie w 1988 NFL zmieniła kolory czapek do używanych w futbolu akademickim i szkół średnich: refeere zakłada białą czapkę (obecnie z logo ligi, po raz pierwszy użyto logo podczas finału Super Bowl XXXIX w 2005), podczas gdy pozostali sędziowie czarnych czapek z białymi paskami.

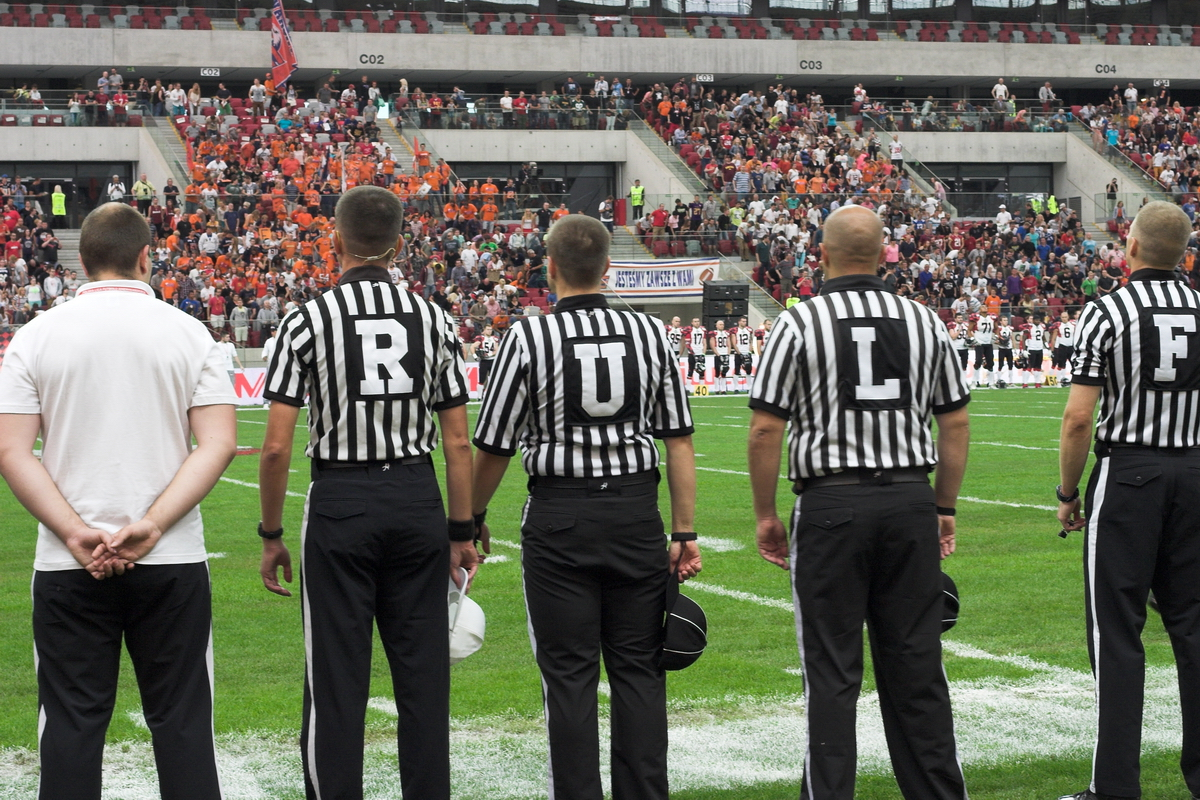
Litery na plecach sędziów polskiej ligi po raz pierwszy użyto podczas SuperFinału w 2013 na Stadionie Narodowym

Czapki sędziów pełnią czasem rolę dodatkowego ekwipunku. Jeśli gracz bez piłki wyjdzie na aut (out of bounds), sędzia upuszcza czapkę w miejscu, w którym zawodnik wyjdzie na aut. Jednocześnie czapka jest często używana jako sygnalizacja drugiego faulu podczas zagrywki (gdy sędzia miał tylko jedną flagę), niesportowego zachowania popełnionego wobec sędziego. Niektóre konferencje zachęcają sędziów, by w takich sytuacjach używali bean bag (wykonanego z materiału, z którego łatwiej jest usunąć błoto i kurz).
| Liga   | Koszula                                  | Spodnie                                      | Flaga    | Bean bag  | Czapki                           |
| ------ | ---------------------------------------- | -------------------------------------------- | -------- | --------- | -------------------------------- |
| NFL    | nieregularne pasy                        | czarne z białym pasem                        | żółta    | niebieski | referee: biała pozostali: czarna |
| NCAA   | pasy o szerokości 2 cali                 | czarne z białym pasem                        | żółta    | niebieski | referee: biała pozostali: czarna |
| PLFA   | pasy o szerokości 1 cala                 | czarne z białym pasem                        | żółta    | biały     | referee: biała pozostali: czarna |
| CFL(1) | pasy o szerokości 2 cali, czarne rękawki | białe spodnie, białe getry z czarnymi pasami | czerwona | niebieski | referee: czarna pozostali: biała |

(1) rozgrywki w futbol kanadyjski

## Liczba sędziów

Pozycje sędziów w trakcie akcji ze snapu

Liga zawodowa NFL oraz liga akademicka używa systemu z siedmioma sędziami. Ligi futbolu halowego (arena football), szkół średnich lub innych szczebli rozgrywek, używają innych systemów.
- trzech sędziów: refeere,  head linesman i line judge (czasem umpire występuje zamiast line judge); stosowany w meczach gimnazjów (junior high school) lub młodszych.
- czterech sędziów: refeere, umpire,  head linesman i line judge; stosowany w niższych poziomach rozgrywek, w tym meczach juniorów i niektórych szkół średnich.
- pięciu sędziów: pojawia się sędzia back judge; stosowany głównie w futbolu halowym, większości meczów szkół średnich, oraz niektórych półzawodowych ligach.
- sześciu sędziów: z systemu z pełną, 7-osobową obsadą, nie występuje back jugde; stosowany w niektórych meczach szkół średnich oraz meczach mniejszych rozgrywkach akademickich.

Kiedy liga National Football League rozpoczęła rozgrywki, na boisku znajdowało się trzech sędziów (Referee, Umpire i Head Linesman). Field Judge dołączył w 1929 roku, a Back Judge w 1947, Line Judge w 1965 roku. Side Judge pojawił się na boisku w 1978 roku.

## Pozycje i odpowiedzialność[4]
Poniżej przedstawione są pozycje sędziów i ich obowiązki w ramach standardowego systemu z pełną obsadą sędziowską. Przedstawiono również różnice ich obowiązków w systemach z mniejszą liczbą sędziów.

### Referee

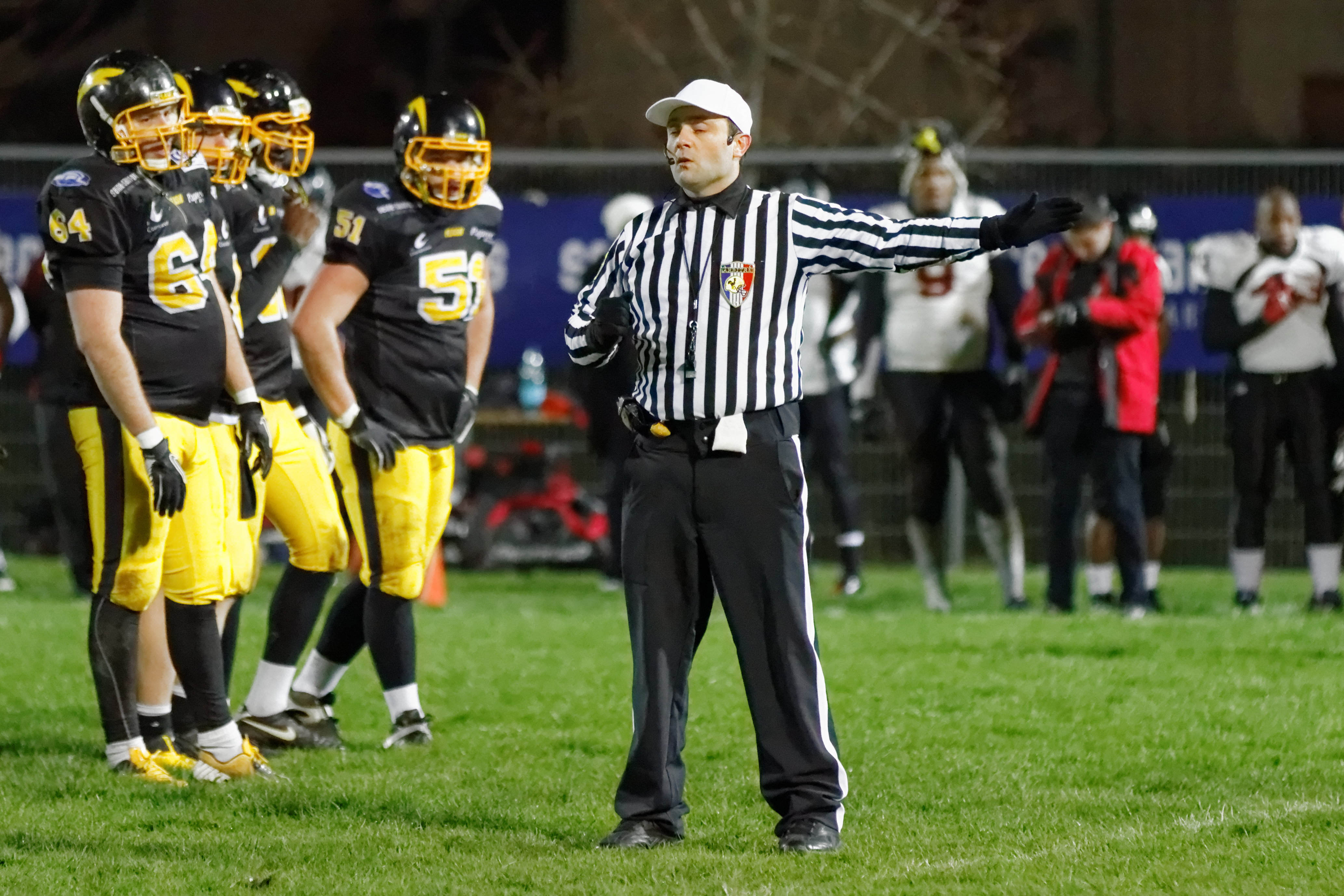
Sędzia główny podczas ogłaszania kary

Sędzia główny, referee (R) jest odpowiedzialny za ogólny nadzór nad meczem; jego decyzje odnośnie do przepisów gry są wiążące. Ponieważ jego pozycję określa się jako sędzia główny (head referee), jest często uważany jako szef składu sędziowskiego (the crew chief). Spośród pozostałych sędziów wyróżnia się białą czapką (pozostali sędziowie zakładają czarną z białymi paskami).
Podczas każdej zagrywki ze wznowienia (scrimmage play) referee zajmuje pozycje za formacją ataku (offensive team) po prawej stronie; chyba że rozgrywający (quarterback) jest leworęczny. Referee jest odpowiedzialny za policzenie zawodników formacji ataku.
Podczas akcji z podaniem swoją uwagę skupia głównie na rozgrywającym i zawodników obrony zmierzających do niego. Referee ocenia, czy popełniono faul na rozgrywającym (roughing the passer), a także w przypadku zgubienia piłki przez rozgrywającego, czy był to fumble czy niekompletne podanie.
Podczas akcji biegowych referee obserwuje rozgrywającego podczas i po tym, gdy przekazuje piłkę do biegacza (running back). Obserwuje dalej biegacza na wypadek, gdyby to on wykonał podanie w przód lub wykonał inny trik. Gdy jest pewne, że jest to akcja biegowa, obserwuje zawodnika z piłką i bloki przed nim.
Podczas akcji z kopnięciem obserwuje kopacza (kicker) i zawodnika trzymającego piłkę (holder) i wszystkie bloki obrońców zbliżających się to tej dwójki zawodników. Podczas puntów wychodzących na aut (punt out of bounds) jego punkt widzenia służy do wyznaczenia miejsca w którym piłka opuściła pole gry.
Od 1975 NFL rozpoczęła praktykę ogłaszania przez sędziego głównego za pomocą mikrofonu bezprzewodowego przewinień, numeru zawodnika popełniającego faul, a także złożone lub nietypowe orzeczenia (zarówno dla zawodników, trenerów, kibiców i mediów). Liga akademicka i inne ligi zawodowe wkrótce przyjęły tę praktykę.
Podczas oglądania powtórki wideo spornej zagrywki (instant replay reviews) w NFL i futbolu akademickim referee współpracuje z dodatkowym sędzią, który ma dostęp do bieżących nagrań (replay official) i następnie ogłasza przez mikrofon ostateczne rozstrzygnięcie. W lidze NFL referee ogląda powtórkę na monitorze znajdującym się przy linii bocznej, natomiast w futbolu akademickim ostateczną decyzję podejmuje replay official.
Ponadto referee przewodzi rozpoczęciem meczu ceremonię rzutu monetą przed rozpocząciem meczu (a także, podczas ewentualnej dogrywki).

### Umpire
Sędzia umpire (U) stoi za zawodnikami obrony (defensive line oraz linebacker), z wyjątkiem ligi NFL. Obserwuje legalność bloków zawodników ataku i obrony. Przed rozpoczęciem akcji (wraz z referee) liczy zawodników ataku.
Podczas akcji z podaniem przesuwa się na linię wznowienia (line of scrimmage) i (1) ocenia, czy nieuprawieni zawodnicy liniowi formacji ataku przemieszczają się w głąb pola przed wykonaniem podania lub (2) ocenia, czy zawodnik wykonujący podanie wykonał je sprzed, czy za linii wznowienia. Pomaga również w ocenie, czy podanie było kompletne lub nie w krótkich podaniach.
Z uwagi na pozycję na boisku (w miejscu gdzie rozgrywa się większość akcji biegowych środkiem boiska) pozycja umpire jest często określana jako najbardziej niebezpieczna. Z tego też powodu NFL przeprowadziła testy z ustawieniem sędziego umpire za linią ataku (tak jak referee). Następnie w marcu 2010 NFL podjęła decyzję o stałej zmianie pozycji po tym, jak w 2009 pięciu sędziów umpire odniosło kontuzje (w tym trzech, którzy musieli poddać się operacji kolan lub ramion). Podczas ostatnich dwóch minut pierwszej połowy i ostatnich pięciu w drugiej połowie, a także gdy formacja ataku znajduje się wewnątrz pięciu jardów do linii punktowej przeciwnika, sędzia umpire powraca na pozycję za zawodnikami obrony.
Sędzia umpire jest również odpowiedzialny za sprawdzenie, czy wszyscy zawodnicy posiadają ekwipunek zgodny z przepisami gry.

### Head linesman/Down Judge
Sędzia head linesman/Down Judge (H lub HL/DJ) stoi na linii bocznej przeciwnej do trybuny głównej (press box, najczęściej linii drużyny gości) w miejscu linii wznowienia akcji. Obserwuje ewentualne faule, takie jak: offside, encroachment i wszystkie mające miejsce przed snapem. W trakcie akcji jest odpowiedzialny za ocenę akcji dziejących się bliżej jego linii bocznej, wliczając to, czy zawodnik ataku opuścił dobrowolnie pole gry. Podczas akcji z podaniem odpowiada za obserwowanie skrzydłowych bliżej jego linii bocznej.
Wyznacza miejsce zakończenia akcji (forward progress), a także odpowiada za obsługę łańcucha (chain crew). Odpowiada także za chain clip, używany przez chain crew dla właściwego oznaczenia łańcucha, by prawidłowo oznaczyć miejsce na boisku podczas mierzenia (measuring).

### Line judge

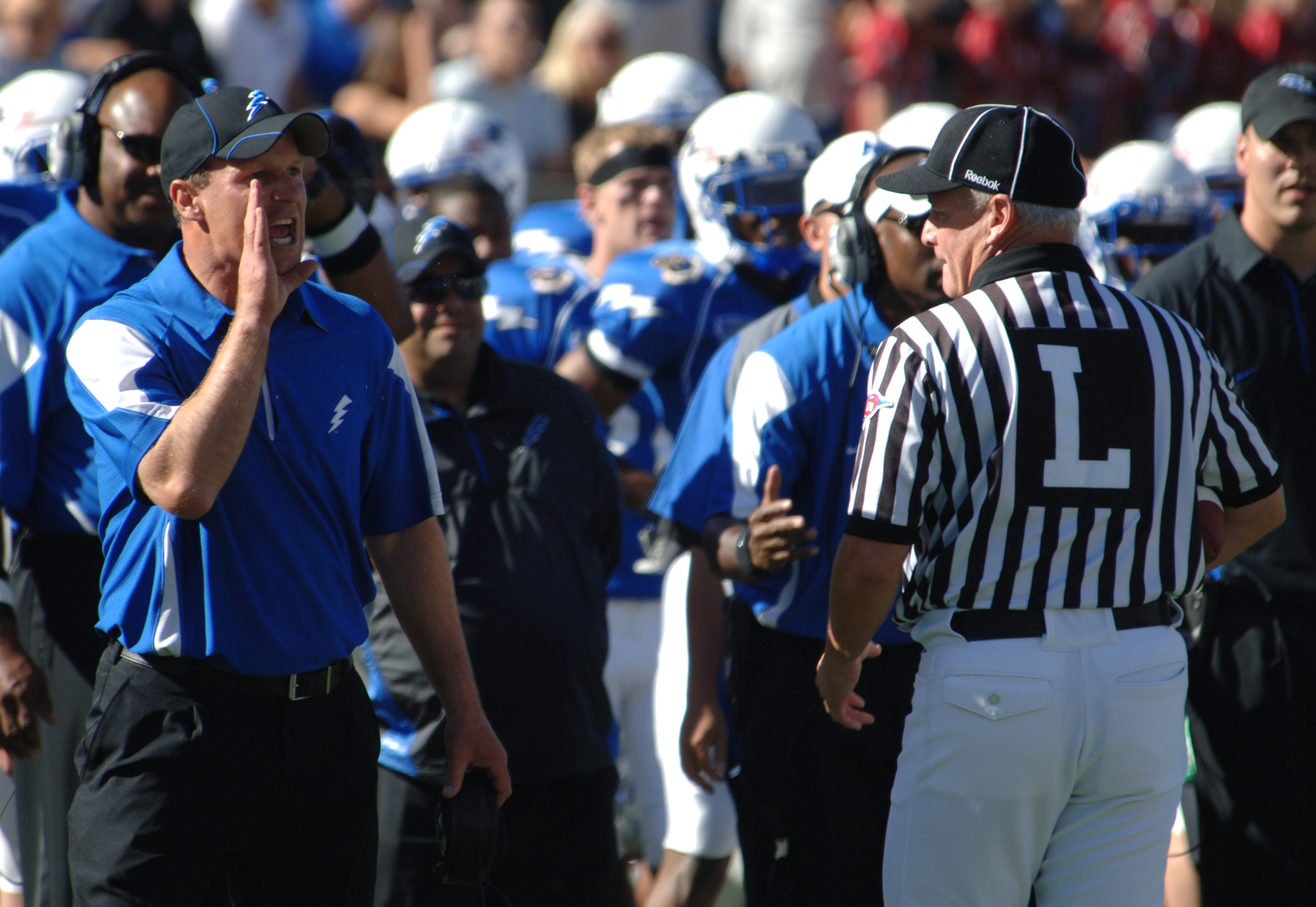
Line judge podczas rozmowy z trenerem

Sędzia line judge (L lub LJ) asystuje sędziemu head linesman na linii bocznej po stronie press box (najczęściej wybierana przez drużynę gospodarzy) na linii wznowienia akcji. Również odpowiada za faule mające miejsce na linii wznowienia. Podczas akcji ma takie same obowiązki, jak sędzia head linesman.
Podczas akcji z kopnięciem, w szczególności podczas odkopnięcia (punt), ocenia, czy kopnięcie miało miejsce sprzed czy za linią wznowienia.
W trakcie meczów sędziowanych przez czteroosobowy skład sędziowski (four-man crew) line judge ustawia się za bramką i ocenia, czy kop na bramkę (field goal) został zdobyty. Jest także sędzią odmierzającym czas meczu (podczas meczów, w których czas meczu jest odmierzany na zegarze stadionowym), line judge odmierza zapasowy czas gry (na wypadek błędnego odmierzania czasu przez zegar stadionowy).

### Field judge
Sędzia Field judge (F lub FJ) stoi za tylnymi obrońcami (defensive back) na tej samej linii bocznej, co Line Judge. Ocenia sytuacje mające miejsce w pobliżu „jego” linii bocznej. Głównymi zadaniami jest ocena, czy podanie do przodu było kompletne, zdobyto przyłożenie w długich akcjach biegowych i podaniowych, a także oznacza miejsca fauli takich, jak nielegalny blok w plecy czy przeszkadzanie w odebraniu podania. Odpowiada również za liczenie zawodników drużyny obrony, często odpowiada za odmierzanie zegara meczowego. Wraz z Back Judge ocenia, czy kopnięcia na bramkę (field goal) było udane.

### Side judge
Sędzia Side judge (S lub SJ) stoi na tej samej linii jardowej, co Field judge, jednak po przeciwnej stronie. Posiada analogiczną odpowiedzialność, co field judge. W zależności od ligi odmierza zegar meczowy lub czas na rozpoczęcie zagrywki. Podczas prób kopnięcia na bramkę stoi w środku pola dzieląc się odpowiedzialnością z sędzią umpire (w składach sześcioosobowych towarzyszy sędziemu field judge za bramką).

### Back judge

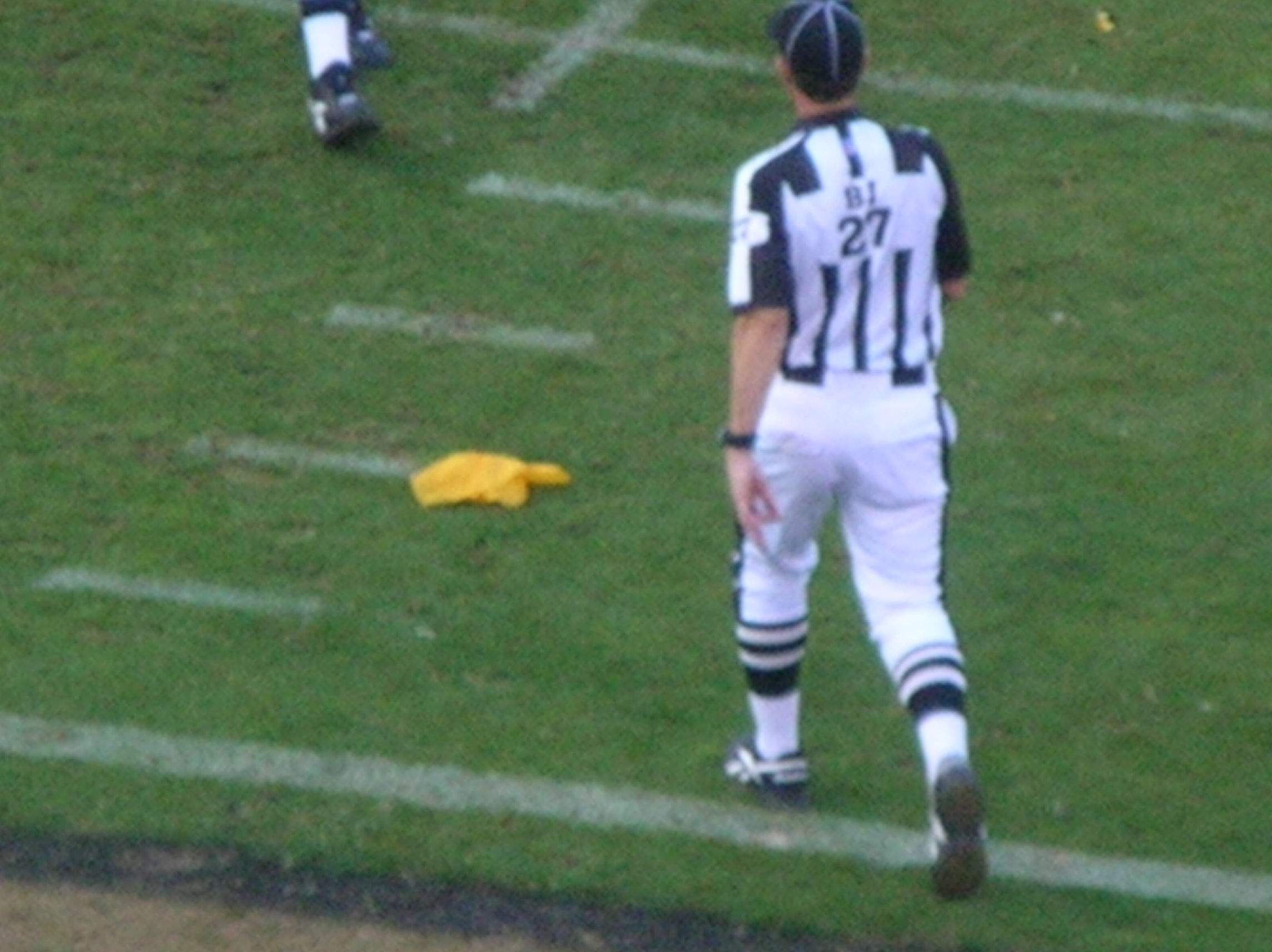
Back judge po rzuceniu flagi przewinień

Sędzia Back judge (B lub BJ) stoi na kilka jardów za sędziami field i side judge w pośrodku boiska. Obserwuje boisko w okolicach zawodników running back oraz skrzydłowych (zwłaszcza tight end). Ocenia, czy podanie było kompletne, czy bloki w jego strefie były legalne oraz czy nie było nielegalnego kontaktu przy podaniu (pass interference). Ponadto, podczas prób kopnięcia na bramkę, stoi pod bramką (z FJ w składzie 7-osobowym, lub z LJ w 5-osobowym). W składach pięcioosobowych jest odpowiedzialny za odmierzanie zegara meczowego.

### Ósmy sędzia
Latem 2010 w czterech meczach w trakcie meczów przedsezonowych (preseason), NFL eksperymentował z dodatkowym ósmym sędzią, deep judge, ustawionym blisko sędziego back judge. Podstawowym obowiązkiem nowego sędziego było obserwowanie skrzydłowych oraz obserwowanie zawodników obrony w związku z przesunięciem sędziego umpire za linię ataku. Rok później eksperyment ten został powtórzony podczas dwunastu meczów przedsezonowych, a następnie zaniechany.
W sezonie 2013 w rozgrywkach NCAA pojawił się alternate referee (A) ustawiony pośrodku za zawodnikami ataku po przeciwnej (w porównaniu do referee) stronie rozgrywającego (analogicznie jak umpire w NFL). To ustawienie jest testowane wyłącznie w meczach wewnątrz Big 12 Conference.

### Zmiana posiadania
W trakcie akcji ze zmianą posiadania (przechwyty, fumble, punty) i tym samym zmiany kierunku ataku, zmienia się odpowiedzialność sędziów. Sędziowie field judge, siede judge i back judge podążają za zawodnikiem z piłką, natomiast head linesman, line judge i referee kierują się w kierunku pola punktowego. Sędzia umpire, zajmujący pozycję w środku boiska, zwykle czeka aż zawodnik z piłką minie go i wtedy podąża za nim.

## Kobiety

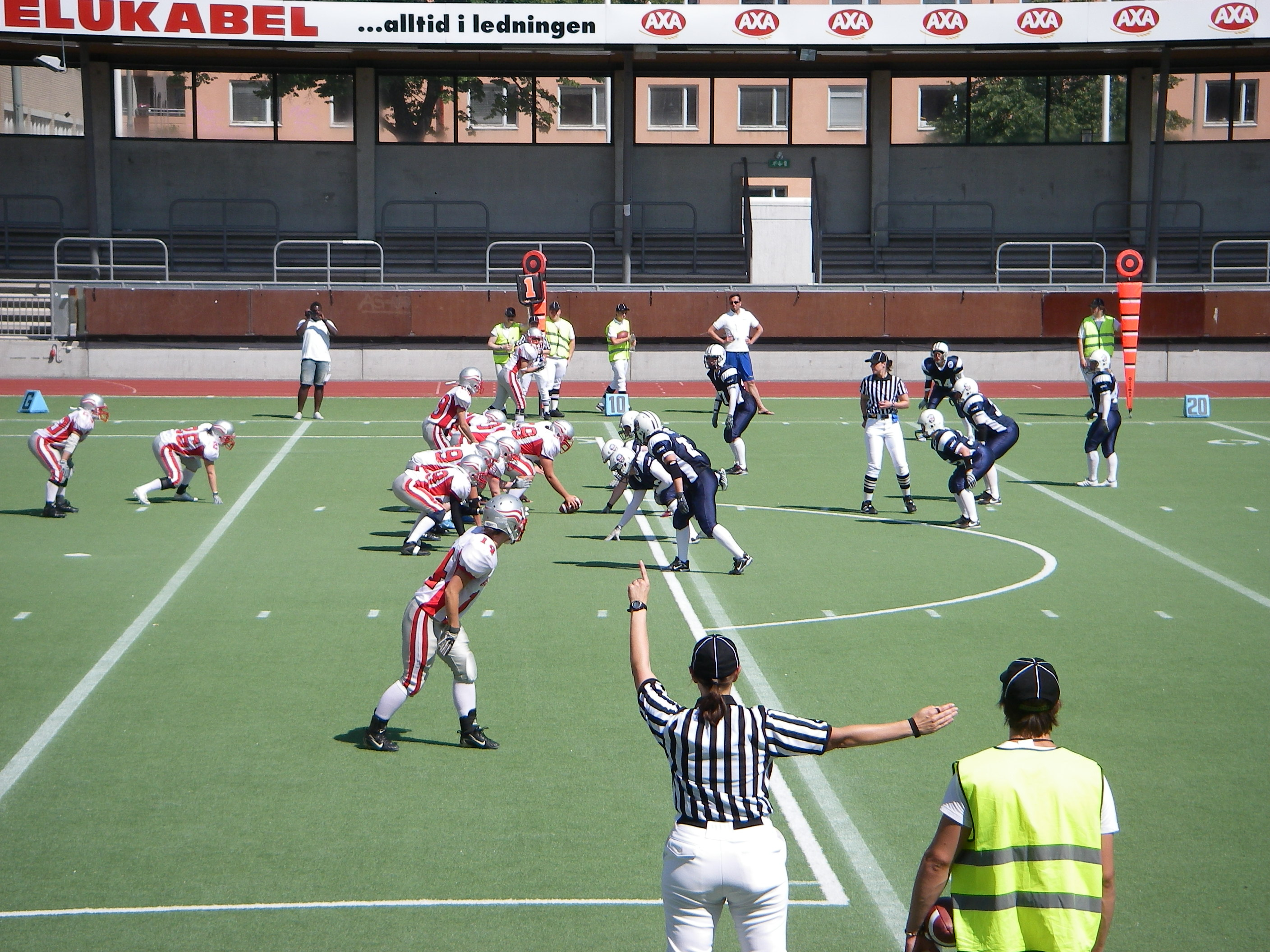
Mistrzostwa Świata Kobiet 2010

Zdecydowaną większość sędziów stanowią mężczyźni, co odzwierciedla zdominowany przez tę płeć sport. W 2007 Sarah Thomas została pierwszą kobietą sędziującą mecze najwyższego poziomu rozgrywek akademickich, Football Bowl Subdivision, mecz pomiędzy University of Memphis a Jacksonville State University. Thomas została także pierwszą kobietą w składzie sędziowskim podczas meczu bowl, Little Caesars Pizza Bowl w 2009.
Terri Valenti została pierwszą kobietą sędziującą mecz ligi zawodowej, gdy w 2009 dołączyła do United Football League. W 2010 liga zatrudniła Sarah Thomas, która sędziowała również mecz o mistrzostwo ligi.
Pierwszą kobietą sędziującą mecz ligi National Football League była Shannon Eastin. Jednakże nie jako regularny sędzia, a sędzia zastępczy w trakcie lockout-u w sezonie 2012.
W 2021 roku Sarah Thomas była pierwszą kobietą sędziującą mecz finałowy Super Bowl LV

## W Polsce
Wraz z inauguracją rozgrywek Polskiej Ligi Futbolu Amerykańskiego w 2006 powstał Wydział Sędziowski działający przy PZFA (WS PZFA), który zrzesza wszystkich sędziów w Polsce. WS PZFA organizuje coroczne szkolenia (clinic), na które zaprasza znanych i doświadczonych sędziów z Europy i Stanów Zjednoczonych (m.in. Norweg Einar Bolstad, Brytyjczyk Steve Tonkinson, Duńczyk Frank Kristensen, Amerykanin Bill LeMonnier).
Polscy sędziowie gościnnie sędziują lub sędziowali mecze kilku lig europejskich: czeskiej, brytyjskiej, austriackiej i włoskiej. Kilkoro sędziów posiada licencje federacji międzynarodowych (EFAF, IFAF). Współtwórca i wieloletni przewodniczący WS PZFA Krzysztof Walentynowicz na pozycji field judge sędziował mecze Mistrzostw Świata Juniorów 2012 (w tym finał) oraz Eurobowl 2012 (finał najbardziej prestiżowych rozgrywek klubowych w Europie). Joanna Tybiszewska jako line judge sędziowała Mistrzostwa Świata Kobiet w 2013 (w tym mecz o 3.miejsce).
W sezonie 2013 mecze Topligi sędziowano w składach 6-osobowych (playoffy w pełnych 7-osobowych składach), natomiast mecze pozostałych lig w składach 5-osobowych.
W sezonie 2013 WS PZFA liczył 59 aktywnych sędziów. Od roku 2019 sędziów nadzoruje Polskie Stowarzyszenie Sędziów Futbolu Amerykańskiego.
Lista Przewodniczących WS PZFA (do 2017) oraz Prezesów Zarządu PSSFA (od 2018):
| Nr | Przewodniczący          | Lata           |
| -- | ----------------------- | -------------- |
| 1  | Krzysztof Walentynowicz | 2006-2013      |
| 2  | Wojciech Ratajczak      | 2013-2016      |
| 3  | Dariusz Leoniak         | 2016-2017      |
| 4  | Wojciech Ratajczak      | 2018-2018      |
| 5  | Damian Jurzyk           | 2018 - obecnie |